# Cetirizin

Strukturformel för cetirizin (racemisk blandning)

Cetirizin är ett läkemedel som används för att behandla allergier. Det är en andra generationens antihistamin som i första hand används mot allergisk rinit ("hösnuva") och urtikaria ("nässelutslag"). Cetrizin säljs bland annat under varunamnen Vialerg och Zyrlex. Cetrizins fullständiga kemiska namn är [2-[4-[fenyl(4-klorfenyl)metyl]-1-piperazinyl]etoxi]ättiksyra och ämnet används i form av en racemisk blandning.

## Verkan och relation till hydroxizin
Cetirizin är en effektiv och selektiv antagonist till perifera H1-receptorer och minskar därmed effektivt symtomen orsakade av histaminfrisättning vid allergi.
Cetirizin är också huvudmetabolit av det äldre preparatet hydroxizin, och skiljer sig från detta ämne genom att en hydroxylgrupp ersatts av en karboxylgrupp (längst till höger i strukturformeln i figuren), vilket gör att cetirizin vid normalt pH-värde i kroppen uppträder som zwitterjon. Eftersom molekylen är så pass polär går cetrizin bara genom blod-hjärnbarriären i liten utsträckning.